# Катастрофа DC-8 под Лиссабоном
Катастрофа DC-8 под Лиссабоном — крупная авиационная катастрофа, произошедшая ночью 30 мая 1961 года. Авиалайнер Douglas DC-8-53 авиакомпании Viasa выполнял плановый рейс VA 897 по маршруту Рим—Мадрид—Лиссабон—Санта-Мария—Каракас, но через 5 минут после вылета из Лиссабона рухнул в воды Атлантического океана. Погибли все находившиеся на его борту 61 человек — 47 пассажиров и 14 членов экипажа.

## Самолёт
Douglas DC-8-53 (регистрационный номер PH-DCL, заводской 45615, серийный 131) был выпущен в апреле 1961 года. 1 мая того же года был передан авиакомпании KLM, в которой получил имя Fridtjof Nansen. В том же месяце был взят в лизинг авиакомпанией Viasa. Оснащён четырьмя турбовентиляторными двигателями Pratt & Whitney JT3D-1. На день катастрофы совершил 82 цикла «взлёт-посадка» и налетал 209 часов.

## Экипаж и пассажиры
В Лиссабоне произошла смена экипажа. Состав нового экипажа рейса VA 897 (на отрезке маршрута Лиссабон—Санта-Мария—Каракас) был таким:
- Командир воздушного судна (КВС) — 41-летний Роберт Бергеманн (англ. Robert Bergemann), новозеландец. Очень опытный пилот, в авиакомпании KLM проработал 14 лет и 11 месяцев (с 27 июня 1946 года). В должности командира Douglas DC-8 — с 16 марта 1961 года (до этого управлял им в качестве второго пилота). Налетал 12 886 часов, 135 из них на Douglas DC-8 (60 из них в качестве КВС).
- Второй пилот — 44-летний Риннерт Драаисма (англ. Rinnert Draaisma), индонезиец. Очень опытный пилот, в авиакомпании KLM проработал 20 лет и 6 месяцев (с 1 ноября 1940 года). В должности второго пилота Douglas DC-8 — с 8 апреля 1961 года. Налетал 12 913 часов, 55 из них на Douglas DC-8.
- Штурман — 45-летний Гербранд ван Вууре (нидерл. Gerbrand van Vuure), голландец. В авиакомпании KLM проработал 23 года и 6 месяцев (с 1 ноября 1937 года). Налетал 15 992 часа.
- Бортинженер — 44-летний Хендрикус Уэстрик (нидерл. Hendrikus Westrik), голландец. В авиакомпании KLM проработал 23 года и 2 месяца (с 14 марта 1938 года). В должности бортинженера Douglas DC-8 — с 8 июля 1960 года. Налетал 14 656 часов, 666 из них на Douglas DC-8.
- Сменный КВС — 43-летний Джон Хокстра (англ. John Hoekstra), индонезиец. Очень опытный пилот, в авиакомпании KLM проработал 13 лет и 9 месяцев (с 1 августа 1947 года). В должности командира Douglas DC-8 — с 1 мая 1961 года. Налетал 12 620 часов, свыше 80 из них на Douglas DC-8.
- Сменный бортинженер — 27-летний Якобус Бломмештейн (нидерл. Jacobus Blommestein), голландец. В авиакомпании KLM проработал 5 лет и 7 месяцев (с 1 октября 1955 года). В должности бортинженера Douglas DC-8 — с 27 сентября 1960 года. Налетал 2865 часов, 567 из них на Douglas DC-8.

В салоне самолёта работали 8 бортпроводников (двое были сотрудниками авиакомпании Viasa, остальные 6 — авиакомпании KLM):
- Фердинанд Линтерман (нидерл. Ferdinand Linterman), 35 лет — старший бортпроводник.
- Джейкоб Оостерлинг (нидерл. Jacob Oosterling), 28 лет — старший бортпроводник.
- Луис Борсма (нидерл. Louis Boersma), 34 года.
- Сэн Хойто (нидерл. Seng Hoey Thio), 23 года.
- Корнелия де Грааф (нидерл. Kornelia de Graaf), 24 года.
- Корнелия ван ден Берг (нидерл. Cornelia van den Berg), 34 года.
- Пабло Гарридо Пералес (исп. Pablo Garrido Perales), 23 года.
- Мариза Изабель Креспо Калдера (исп. Maritza Isabel Crespo Caldera), 19 лет.

| Гражданство    | Пассажиры | Экипаж | Всего |
| -------------- | --------- | ------ | ----- |
| Нидерланды     | 0         | 9      | 9     |
| Новая Зеландия | 0         | 1      | 1     |
| Венесуэла      | 26        | 2      | 28    |
| Испания        | 10        | 0      | 10    |
| Португалия     | 5         | 0      | 5     |
| Италия         | 2         | 0      | 2     |
| Чили           | 1         | 0      | 1     |
| Франция        | 1         | 0      | 1     |
| Индонезия      | 0         | 2      | 2     |
| Всего          | 47        | 14     | 61    |